# RPG-40
L'RPG-40 (ruchnaya protivotankovaya - granata a mano anticarro) fu una bomba a mano anticarro sovietica impiegata dall'Armata Rossa durante la seconda guerra mondiale.

## Storia
La granata è stata progettata da M.I. Puzyrev nel 1940.  L'RPG-40 era progettata per distruggere veicoli corazzati, ma anche fortificazioni nemiche; entrò in servizio nello stesso anno e fu utilizzata durante la seconda guerra mondiale, inizialmente si rivelò molto efficace contro la prima generazione di carri armati tedeschi, ovvero il Panzer I e il Panzer II e anche contro il più corazzato Panzer III, ma con l'arrivo dei nuovi carri tedeschi come il Panzer IV e il Panzer V "Panther" meglio corazzati, la granata divenne inefficace e venne sostituita dalla più efficiente RPG-43 che entrò in servizio nel 1943.
Nel dopoguerra l'arma venne utilizzata da diversi paesi aderenti al patto di Varsavia.

## Caratteristiche tecniche
La forma della granata era molto semplice, era costituita da un manico e un corpo circolare nel quale era contenuta la carica esplosiva, la granata era dotata di una miccia ad impatto istantaneo, che serviva a far partire la detonazione al contatto con un bersaglio solido. La granata doveva essere lanciata dal soldato da una distanza ravvicinata rispetto all'obiettivo, a causa dell'elevato peso dell'ordigno. Veniva principalmente utilizzata per distruggere i punti deboli del veicolo come i cingoli.

## Utilizzatori
- Unione sovietica
- Albania - impiegata nel dopoguerra.[2]
- Bulgaria - impiegata nel dopoguerra.[2]
- Cecoslovacchia - impiegata nel dopoguerra.[2]
- Germania Est - impiegata nel dopoguerra.[2]
- Polonia - impiegata nel dopoguerra.[2]
- Germania nazista - gli esemplari di preda bellica catturate furono utilizzate con il nome di Handgranate 338(r).
- Repubblica socialista di Romania - dopo che la Romania passò dalla parte degli alleati, il 23 agosto 1944, l'URSS fornì alla romania la documentazione tecnica per la produzione delle bombe a mano RPG-40 che furono prodotte fino agli anni '50.
- Jugoslavia -  Le granate sovietiche RPG-40 furono messe in servizio con il nome RPB -40.
- Ungheria - impiegata nel dopoguerra.[2]